# Kodżori
Kodżori – osiedle typu miejskiego w Gruzji, w regionie Tbilisi. W 2014 roku liczyło 1232 mieszkańców.